# Diaspora (sieć społecznościowa)
Diaspora (zapis stylizowany: diaspora*, dawniej DIASPORA*) – zdecentralizowany portal społecznościowy stworzony na zasadzie non-profit z myślą o zabezpieczeniu prywatności użytkowników, oparty na wolnym rozwiązaniu o tej samej nazwie.
Diaspora w założeniu składa się z rozproszonej sieci niezależnych serwerów węzłowych (nazywanych podami), które współdziałają za pomocą sieci i których jest już ponad 100 na całym świecie. Obecnie z Diaspory korzysta ponad 640 tysięcy użytkowników.
Ze względu na swoją architekturę oraz otwartość protokołu, za którego pomocą komunikują się poszczególne pody, Diaspora może komunikować się również z innymi sieciami społecznościowymi, jak na przykład Friendica. Komunikacja pomiędzy różnymi projektami nazywana jest żargonowo federacją. Dzięki niej działające niezależnie sieci społecznościowe pozwalają na kontakt użytkowników pomiędzy sieciami, tworząc Fediwersum. Dzięki federowaniu projektów użytkownicy Diaspory mogą łączyć się z użytkownikami m.in. wcześniej wspomnianego projektu Friendica, a także Hubzilli czy Socialhome. Federacja pomiędzy różnymi sieciami jest możliwa, ale nie zawsze jest dwustronna.
Portal społecznościowy nie jest w posiadaniu żadnej osoby fizycznej ani prawnej, co zapobiega przejęciu przez korporacje oraz reklamodawców. Zapisując się do Diaspory, pozostaje się właścicielem własnych informacji, nie trzeba przekazywać praw do nich żadnej korporacji. We wrześniu 2011 roku twórcy napisali na swoim blogu – „...our distributed design means no big corporation will ever control Diaspora. Diaspora* will never sell your social life to advertisers, and you won’t have to conform to someone’s arbitrary rules or look over your shoulder before you speak”.
24 kwietnia 2010 roku rozpoczęto zbiórkę pieniędzy w serwisie Kickstarter. Pierwszy cel, czyli zebranie 10 tys. dolarów na rozpoczęcie prac został osiągnięty w 12 dni. W ciągu kilku następnych tygodni zebrano ponad 200 tys. dolarów dzięki wpłatom 6479 darczyńców, co uczyniło Diasporę w tamtym okresie najbardziej udaną zbiórką w historii Kickstartera. Jednym z darczyńców był Mark Zuckerberg, założyciel i prezes Facebooka, który nazwał projekt fajnym pomysłem.
Rozwój projektu od strony technicznej jest kontrolowany przez Diaspora Foundation, która jest częścią Free Software Support Network (FSSN). FSSN jest prowadzony przez Ebena Moglena oraz Software Freedom Law Center.